# Mister Bones
Mister Bones è un personaggio immaginario dell'Universo DC, creato da Roy Thomas, Dann Thomas e Todd McFarlane nelle pagine di Infinity, Inc. n. 16 (luglio 1985). Un ex super criminale di basso livello, riformò e si unì alla squadra della Infinity, Inc., e poi al (immaginario) Dipartimento di Operazioni Extranormali (un'agenzia governativa con attività supereroistiche regolari) come burocrate, risalendo i ranghi di Direttore Regionale per la Costa Est. Quindi, ora indossa un completo e una cravatta invece di un costume, ed è conosciuto come Direttore Bones. Fumatore incallito, ha l'abitudine di parlare in rima nelle poche comparse che fa; tuttavia, non lo fa in continuazione. Dato che fu cresciuto da uno scienziato pazzo, il suo vero nome (assunto che ne abbia uno) è sconosciuto.

## Biografia del personaggio

### Origini
Il Dottor Amos Love, un ginecologo, infettò sei donne incinte con della droga mutagenica sperimentale. Ognuna di queste donne diede alla luce un bambino con poteri metaumani. Il Dottor Love rapì i neonati e li crebbe personalmente, ma non permise mai loro di lasciare la casa. Tutto ciò che i bambini impararono lo appresero dai libri, dalla radio, e dalla televisione. Dopo la presunta morte del Dottor Love, i sei giovani adulti impararono la loro vera storia dal diario segreto del Dottore. Prendendo spunto dai supereroi che videro in televisione, i sei si crearono dei costumi e si diedero i soprannomi che diede loro il Dottore e chiamarono il loro gruppo Helix.

### Helix
Il gruppo rapì l'Infinitor Fury nel tentativo di estorcere del denaro. Sebbene furono sconfitti dai compagni di squadra di Fury, la Infinity, Inc., gli Helix riuscirono a fuggire. Successivamente, il secondo Wildcat (Yolanda Montez) che era di fatto la cugina del nuovo membro degli Helix, Carcharo, e che erano entrambi il frutto dello stesso esperimento genetico degli Helix. I due gruppi si batterono fino ad arrivare ad un punto morto e Mister Bones fu arrestato, mentre gli altri membri riuscirono a fuggire.
Presto, Carcharo si ribellò agli Helix e rapì Mister Bones. Nella conseguente lotta tra i due, Carcharo strappò via la gamba di Mister Bones con un morso, per poi morire per avvelenamento da cianuro (vedi Poteri and abilità). Per essere sicuri che Mister Bones avesse le cure mediche necessarie, gli Helix si rivolsero alle autorità. Più tardi, Mister Bones fu liberato dal carcere dal Dottor Love. Ricevette poi una gamba artificiale e la Dottoressa Beth Chapel (il secondo Dottor Mid-Nite) lo aiutò a riprendersi dalle ferite, e i due formarono un'amichevole relazione.

### Infinity, Inc.
Dato che erano un gruppo di minori, fu tenuta un'udienza informale per determinare il destino degli helix. Fu scoperto che Mister Bones aveva un'influenza fin troppo negativa sul gruppo. Alla Infinity, Inc. fu data la custodia di Mister Bones mentre il resto degli Helix sarebbero stati messi sotto trattamento.
Per la maggior parte del suo tempo con la Infinity, Inc., Mister Bones non fu un membro attivo della squadra sebbene ebbe dei ruoli attivi nelle loro avventure e divenne un eroe nel suo piccolo, e fu infine accettato dalla maggior parte degli Infinitors. Durante il matrimonio tra Hector e Lyta Hall, Harlequin (Marcie Cooper) utilizzò l'inganno per fare in modo che Mister Bones e Skyman si incontrassero nella stanza doi Solomon Grundy.
Quindi ingannò Solomon Grundy nel prendere il braccio di Mister Bones e utilizzarlo per uccidere Sylvester Pemberton, alias Skyman, con il suo tocco al cianuro. Distrutto dalla colpevolezza, Bones lasciò la infinity, Inc. Quando il Dottor Love ottenne il controllo sugli Helix e ordinò loro di uccidere Bones, il gruppo si ribellò ed uccise lui, invece. Gli Helix, quindi, se ne andarono disgustati, dicendo a Bones, però, che non avrebbe mai più fatto parte del gruppo. Gli Infinitors, però, garantirono a Bones la piena adesione all'Infinity, Inc., ma il suo ruolo nella morte di Skyman sarebbe stata fondamentale per il successivo scioglimento del gruppo.

### Dipartimento di Operazioni Extranormali
Dopo lo scioglimento della Infinity, Inc., Mister Bones divenne il direttore di una branca locale del Dipartimento di Operazioni Extranormali degli Stati Uniti (D.E.O.) e come D.E.O., il Direttore Bones ebbe numerose interazioni con le operazioni della comunità super umana. All'epoca, chiese anche la collaborazione di alcuni personaggi dell'Universo DC per delle missioni sotto copertura. È da notare che Mister Bones lavorò con la Justice Society of America per qualche tempo, fino a che Mister Terrific (Michael Holt) si infiltrò nel quartier generale della D.E.O. per dire a Bones di smetterla di molestarli. Bones fu sempre diffidente di Atom Smasher, il suo vecchio compagno della Infinity, Inc., dopo che ebbe assassinato Extant. Mister Bones è anche un personaggio di supporto in Manhunter.
Mister Bones e le operazioni svolte dalla D.E.O. comparvero nello speciale del 2000 "D.C. Files Secrets and Origins".
Nel fumetto di "Crisi infinita", Mister Bones fu visto come uno dei caduti durante uno scontro con le Furie Femminili di Wonder Woman a Blüdhaven. Furono inclusi con il Conte Vetigo e Negative Woman. Fu rivelato che sopravvisse all'incontro, in quanto fu visto successivamente in un bar con Atom Smasher in Justice Society of America vol. 2 n. 27, in cui discussero del già menzionato incidente e della posizione di quest'ultimo nella squadra. Quando Rothstein lasciò gli altri membri della JSA, Bones fu visto al telefono che parlava con la Global Peace Agency.

## Poteri e abilità
L'esposizione della madre di Bones alla droga mutagenica durante la gravidanza gli diede tre poteri super umani, due dei quali sono estremamente inconvenienti per la sua vita quotidiana: primo, la sua pelle (che in seguito divenne nera), la sua carne, e tutti i suoi organi sono trasparenti, dandogli le sembianze di uno scheletro denudato (da qui il suo nome); secondo, la sua pelle trasuda costantemente un composto al cianuro (effettivamente un sudore tossico), che è invariabilmente letale per chiunque lo tocchi; terzo, possiede una forza super umana.

## Costume
Il costume di Mister Bones è basato a grandi linee sul personaggio della Golden Age conosciuto come Black Terror.

## Nei Media
Mister Bones apparirà nella 3°Season di "DC's Stargirl".

### Lista di comparse
- Chase N. 4, n. da 6 a 8
- DCU Heroes Secret Files n. 1
- Green Arrow vol. 3, n. 22
- Infinity, Inc. n. da 16 a 18, 22, 25-26, 28-29, 32, 35-36, 38-47, 49-53
- Infinity, Inc. Special n. 1
- JLA/JSA Secret Files n. 1
- JSA n. 6, 11, 21, 45, 52
- JSA: Classified n. 2 e 3
- Martian Manhunter vol. 2, n. 17
- Millennium n. 1, da 3 a 5, e 7 e 8
- The New Teen Titans n. 38
- The Outsiders Special n. 1
- World War III n. 3

### Storie significanti
- Infinity, Inc. n. da 16 a 18 (luglio 1985-settembre 1985) - Gli Helix si batterono con Infinity, Inc.
- Infinity, Inc. n. 29 (agosto 1986); "Situation Terminal" - La gamba di Mr. Bones fu strappata con un morso da Carcharo.
- Infinity, Inc. n. 38 (maggio 1987); "Helix Takes the Stand" - Mr. Bones viene dato in custodia alla Infinity, Inc.
- Infinity, Inc. n. 51 (giugno 1988); "A Death in the Family" - Mr. Bones uccide Skyman involontariamente.
- Infinity, Inc. n. 52 (luglio 1988); "To Love and to Die in L.A." - Mr. Bones si unisce ufficialmente alla Infinity, Inc..
- Infinity, Inc. n. 53 (agosto 1988); "Death, When it Must Come" - La Infinity, Inc. si scioglie.
- Chase n. 4 (maggio 1998); "Weep for the Future" - Mr. Bones diviene il Direttore del Departmento di Operazioni Extranormali.